# کاکو (فیلم)
کاکو فیلمی به کارگردانی شاپور قریب و نویسندگی رضا میرلوحی محصول سال ۱۳۵۰ است.
فیلمبرداری این فیلم به تمامی در شیراز انجام شده است.

## خلاصه داستان
همه‌ی شهر منتظر هستند که "کاکو" بیاید تا نامردی‌های جمعی را پاسخگو باشد.کاکو برمی‌گردد، برادرش بیش از همه مشتاق اوست.اما در عمل کاکو را خیلی رام شده و آرام می‌یابد.او بعد از آزادی از زندان می‌خواهد در آرامش زندگی کند.در ادامه حوادثی پیش می‌آید که ظرفیت آرامش کاکو به سر می‌آید، به خصوص حادثه‌ای که بر دختر مورد علاقه‌ی برادرش می‌گذرد و آخرین نزاع با قلدر محله پیش می‌آید که سرانجام منجر به از بین رفتن او می‌شود.

## بازیگران
- ناصر ملک مطیعی
- صغری عبیسی
- منوچهر وثوق
- فرنگیس فروهر
- حمیده خیرآبادی
- یداله شیراندامی
- مرتضی عقیلی
- محمد عبدی
- علی اکبر مهدوی فر
- نعمت‌اله گرجی